# Australia Square Tower
L’Australia Square Tower est un gratte-ciel de bureaux construit en 1967 dans le Central business district de Sydney, Australie. La tour a été dessinée par l'architecte Harry Seidler. 
La tour fait partie du Australia Square, un complexe comprenant bureaux et commerces dont l'adresse principale est le 264 George Street. Le square est borné au nord par Bond Street, à l'est par Pitt Street et au sud par Curtin Place.
L'édifice, terminé en 1967, fut le plus haut immeuble de Sydney jusqu'en 1976.